# Amsonia palmeri
Amsonia palmeri är en oleanderväxtart som beskrevs av Asa Gray. Amsonia palmeri ingår i släktet Amsonia och familjen oleanderväxter. Inga underarter finns listade i Catalogue of Life.